# La naranja mecánica
A Clockwork Orange (traducido como La naranja mecánica) es una novela del escritor británico Anthony Burgess, publicada en 1962 y adaptada por Stanley Kubrick en la película homónima estrenada en 1971. Se la considera parte de la tradición de las novelas distópicas británicas, sucesora de obras como 1984, de George Orwell, y Un mundo feliz, de Aldous Huxley.

## Origen del título
Burgess mencionó que el título alude a «la aplicación de una moralidad mecánica a un organismo vivo que rebosa de jugo y dulzura».

## Nadsat
El libro, narrado por Alex, está escrito con abundancia de expresiones nadsat, una ficticia jerga adolescente, mezcla de palabras basadas en el idioma ruso, ciertas voces de la jerga rimada cockney y palabras inventadas por el propio autor. En la segunda parte del libro (capítulo 6), uno de los médicos de Alex, el doctor Branom, describe así el nadsat: «Fragmentos de una vieja jerga. Algunas palabras gitanas. Pero la mayoría de las raíces son eslavas». Burgess escribió que su libro, leído de forma sistemática, era como «un curso de ruso cuidadosamente programado».
Especialmente famosa se hizo la expresión «horrorshow» (transcrita en la edición de Minotauro como «joroschó» y en el doblaje español de la película como «de horrores»). Es un juego de palabras entre la expresión rusa para «bien» o «bueno» y el inglés «horror show», «espectáculo de horrores».
Burgess, agudo comentarista de la obra de James Joyce, sobre la cual escribió los ensayos "ReJoyce" y "Joysprick", tomó de este la solución de inventar un nuevo lenguaje insertando palabras de otros idiomas.
El autor utilizó este recurso —la creación de una jerga adolescente— para hacer atemporal la obra, ya que de otro modo el paso del tiempo habría revelado en la sintaxis y vocabulario un libro no actual. De este modo, al crear una forma artificial para narrar el argumento, este lenguaje actuaría con un efecto antienvejecimiento que permitiría su lectura fluida pese al paso del tiempo.

## Argumento
La historia empieza en el bar lácteo Korova donde Alex y sus drugos, Pete, Georgie y Dim, quien realmente era lerdo, se encuentran sentados consumiendo leche-plus, que consiste en leche con velocet, synthemesco (mescalinas sintéticas) o drencrom (adrenocromo), que los deja preparados para recurrir a la ultraviolencia. Saliendo del bar, atacan a un hombre que volvía de la biblioteca y destruyen los tratados de cristalografía que llevaba. Después van al bar Duque de Nueva York, donde ofrecen de beber y de comer a dos ancianas, para tener una coartada. Salen del bar para ir a asaltar una tienda, golpeando al dueño y su esposa hasta dejarlos inconscientes y ensangrentados. Regresan al Duque de Nueva York, donde poco después entran dos policías preguntando sobre los incidentes y las ancianas afirman que ellos siempre estuvieron allí.
Saliendo del bar, los protagonistas se encuentran con un viejo vagabundo borracho, cantando delante de este. Le empiezan a golpear, pero Alex les dice a sus drugos que se detengan un momento, para que pueda oír lo que dice el borracho. Luego de escuchar la diátriba de este, los cuatro terminan de golpearlo y dejarlo inconsciente.
Caminando cerca de una central eléctrica encuentran a cinco jóvenes intentando violar a una chica, pero no llaman su atención hasta observar que se trataba de una pandilla rival dirigida por Billyboy. Comienza una pelea entre ambas pandillas mientras la chica huye y llama a la policía, por lo que Alex y sus drugos huyen sin poder asesinar a Billyboy. Con un vehículo que acaban de robar llegan hasta las afueras de una aldea. Logran entrar en una casa muy vistosa que tenía un cartel de “HOME” al mentir diciendo que habían tenido un accidente y necesitaban ayuda, cuando ingresan golpean y amarran a un escritor y dueño de la casa mientras violan a su esposa.
Después de una noche tan agitada vuelven al bar lácteo y hay una pequeña discusión entre los drugos, ya que Alex había golpeado a Dim por abuchear a una mujer que estaba cantando un fragmento de la ópera Das Bettzeug de Friedrich Gitterfenster.
Al siguiente día Alex es interrogado por su asistente social, que lo amenaza fuertemente y le asegura que pronto lo atraparán. Alex no le da mayor importancia. Después de esto va hacia un local donde venden música. Mientras espera, observa a unas niñas (de unos 10 años) tomándose un helado, en lo que las invita a su casa a escuchar música. Antes de ir a la casa, Alex las lleva a comer a un restaurante. En la casa escuchan música y Alex las embriaga con whisky mezclado con drogas, para luego desnudarlas y abusar sexualmente de ellas.
Al terminar con las niñas, los drugos le esperan en su portal. Cuando se junta con sus drugos, estos lo atacan verbalmente enfadados por el abuso excesivo de poder en el papel de líder asumido por Alex, el cual responde propinándoles una paliza para hacer mostrar su liderazgo. Después, le convencen para entrar en una casa donde reside una mujer con mucho dinero y amante de los gatos. Llaman a la puerta y al seguir el mismo patrón para que les dejara entrar como en el robo anterior. La mujer se da cuenta de esto y llama a la policía. Pero consiguen entrar. Alex entra y se enfrenta con la señora, a la cual da muerte con una estatuilla de plata. Viendo lo que había sucedido, sale rápidamente de la casa. Sus drugos le esperan en la puerta y Dim le golpea la cara con su cadena, dejándolo temporalmente ciego. La policía aparece y encuentra a Alex infraganti. A pesar de su corta edad, Alex es encerrado en la cárcel por ser el culpable de la muerte de la anciana.
En la cárcel se hace amigo por conveniencia del capellán, para acelerar su salida de allí, haciéndole creer que estaba muy interesado en la Biblia y quería ponerla en práctica en su día a día. A los dos años de estar en la cárcel mata a un nuevo prisionero que fue introducido a su celda y, en una visita del ministro del interior, hace un comentario y es elegido para recibir experimentalmente el tratamiento Ludovico.
Alex es llevado a un recinto donde dispone de todas las comodidades y donde le inyectan un medicamento que le provoca náuseas al ver escenas de sexo o violencia. Alex es llevado a una especie de cine donde se le obliga a observar películas de ultraviolencia con música clásica; debido al medicamento inyectado, asocia la sensación de malestar con los vídeos de ultraviolencia y música clásica, por lo que la violencia y la música clásica (especialmente la novena sinfonía de Ludwig van Beethoven) le producen un malestar tan grande que le impide realizar actos violentos o escuchar música clásica. Finalmente Alex es liberado de la cárcel por haber sido "curado" de su inclinación a la violencia.
Al llegar a su hogar se da cuenta de que sus padres lo han reemplazado por un inquilino al que parecen querer más que a su propio hijo, por lo que decide irse. Deambulando por las calles, se dirige a la biblioteca pública para consultar unos libros. En la sala de lectura hay un anciano al que Álex no reconoce, pero para su sorpresa él sí es reconocido por el anciano, al cual Alex y sus antiguos drugos habían golpeado al principio de la historia. Todos los ancianos que están con él golpean a Alex hasta que aparecen dos policías. En el momento en que Alex intenta dar las gracias a los agentes, se da cuenta de que son Billyboy, el antiguo líder de la banda rival, y Dim, quien había sido uno de sus antiguos drugos. Estos lo llevan a un bosque donde nuevamente es fuertemente golpeado y abandonado. Mientras Alex busca un lugar donde le presten socorro, encuentra una casa donde hay un cartel que dice “HOME” y al entrar se da cuenta de que es el hogar del escritor al que había golpeado dos años atrás.
Alex es muy bien recibido por el escritor, quien en principio no le reconoce, hasta que este empieza a hablar en nadsat y menciona a Dim. Pero como el escritor no quiere que vuelvan a elegir al gobierno actual, planea junto con otros tres sujetos usar a Alex como símbolo de su campaña.
Los otros tres sujetos ligados a la campaña de desprestigio al gobierno llevan a Alex hasta el apartamento donde publicaban los materiales de campaña y lo dejan encerrado allí. Entonces utilizan la música de Otto Skadelig para que Alex se suicide tirándose desde el balcón del apartamento y culpar al gobierno por los métodos de re-educación a los que fue sometido Alex en la cárcel para que no sea reelegido. La presión puesta de la sociedad al gobierno obliga a este a “sanar” a Alex. Recibe una visita en el hospital del ministro del interior, el cual tras una amistosa charla, le convence de que dé buena imagen del gobierno al pueblo. Alex accede ya que, en un último momento de lucidez, parece haberse librado de todo rastro del tratamiento Ludovico. "Sin lugar a dudas, me había curado."
En el capítulo 21 (que no aparece en todas las ediciones), Alex se encuentra casi igual que al principio de la historia, con tres drugos nuevos en el bar lácteo Korova. Al salir, sus amigos golpean a un hombre y le roban su dinero, pero Alex explica que ya no se sentía atraído por la ultraviolencia. Va con sus drugos al sitio en el que compró alcohol al principio de la novela, allí les dice que sigan solos. Camina solo y al entrar a una cafetería se encuentra con su viejo amigo Pete, quien se había casado. Al verlo tan feliz con su esposa, Alex descubre que el vacío que sentía era que necesitaba una esposa con la cual formar una familia y que la ultraviolencia ya no lo atraía porque estaba madurando (recuerden que en el libro Alex tiene 15 años). Se despide del lector y finalmente, le pide que lo recuerde como el chico que es al principio de la historia. En este capítulo se ve algo que no se ve en la película, así como en la edición estadounidense del libro, por ejemplo: la noción de metamorfosis positiva que Kubrick sustituyó por la pertinente e inamovible naturaleza vil del ser humano, obligando en cierta medida a sacar una conclusión final negativa (al contrario que en la novela original), reflejando de manera casi antropofóbica que el hombre y su sociedad son simplemente basura. Sin embargo, la edición que Kubrick había leído del libro era una de las que no contenían este último capítulo, y rodó la película sin saber de su existencia, cosa que disgustó bastante a Anthony Burgess, el autor de la novela, quien esperaba un final incluyendo el "capítulo 21".

## Personajes
- Alex DeLarge: el protagonista antihéroe de la historia, pandillero nadsat (adolescente) y líder de sus drugos (amigos). A menudo se refiere a sí mismo como "vuestro humilde narrador". Su apellido solo es revelado en la adaptación cinematográfica de la novela. Alex gusta de la violencia y la música clásica, y se le describe en la sociedad como todo un sociópata que vive una vida desenfrenada causando tragedias al mundo. A pesar de eso, una noche en la que sus drugos lo traicionan cruelmente, ha sido orillado a aprender una lección por las malas.

- George o Georgie: lugarteniente y brazo derecho, que aspira libremente al mando. Desde hace tiempo intenta socavar la posición de Alex como líder de la banda, hasta el punto de confabularse con los otros drugos para cometer traición. Estando Alex en prisión, Georgie lidera la banda con mayor energía hasta que cae muerto a manos del dueño de una casa donde había entrado a robar junto a Pete y Dim.

- Pete: el más racional y menos violento de la banda. Él es el único que no toma partido cuando los drugos pelean, pero si se trata de divertirse, lo hace con mayor tesón. Cuando Georgie muere y la banda finalmente ha tenido que disolverse, Pete funda posteriormente una familia y se reúne con Alex, provocando que considere la posibilidad de unirse a una sociedad normal en el mundo.

- Dim (El Lerdo): un miembro de la banda el cual realmente era lerdo, idiota y completamente corto. Dim ha sido siempre tratado continuamente con condescendencia por Alex. Más tarde se convierte en un policía, exigiendo su venganza en Alex por el abuso que sufrió una vez bajo su mando y junto con Billyboy le propinan una paliza en el bosque.

- Billyboy: el líder de una banda rival a quien Alex describe como un gordo pedazo de manteca grasienta. Alex y sus drugos lo enfrentan a él y a su banda hasta que son interrumpidos por una sirena de policía cerca de la central eléctrica. Más tarde, se le vuelve a ver como un policía junto con Dim, y encuentra la ocasión perfecta para vengarse de Alex por casi matarlo.

- P. R. Deltoid: un asistente social neurótico con la tarea asignada de mantener a Alex en el buen camino. Él aparentemente no sabe tratar con jóvenes, y carece de empatía o de comprensión de su problemático cargo.

- El capellán de la prisión: el personaje que primero pregunta si realmente la bondad forzada es realmente mejor que la maldad escogida. El único personaje que realmente está preocupado sobre el bienestar de Alex; a pesar de ello, no es tomado en serio por Alex (es apodado por Alex "chaplino", un guiño a Charlie Chaplin).

- El ministro del Inferior o Interior: el hombre que decide dejar a Alex colaborar en el experimento sobre la técnica Ludovico.

- Dr. Brodsky: un malévolo científico y cofundador de la técnica de Ludovico.

- Dr. Branom: colega de Brodsky y cofundador de la técnica de Ludovico. Parece amistoso y casi paternal hacia Alex al principio, antes de obligarle en el teatro a ser torturado psicológicamente. Es mucho más pasivo que Brodsky y habla menos.

- Frank Alexander: un autor de renombre y buena reputación que estaba en el proceso de escribir a máquina su magnum opus, "La Naranja Mecánica". Cuando Alex y sus drugos irrumpieron en su casa, lo golpearon brutalmente hasta dejarlo inválido y luego violaron en grupo a su esposa, causando su muerte algún tiempo más tarde. Frank se quedó profundamente marcado por estos eventos, y cuando se encontró con Alex, dos años después, lo usó como conejillo de indias en un experimento sádico para demostrar la ineficacia de la técnica de Ludovico y así conseguir desprestigiar al gobierno del pueblo.

- Otto Skadelig: un compositor danés ficticio.

## Capítulo 21
El capítulo 21 (la novela tiene tres partes, las dos primeras con siete capítulos), que no apareció en la primera edición estadounidense del libro (la tercera parte incluía únicamente seis capítulos) y que tampoco se incluyó en la película, cuenta cómo Alex, al librarse del efecto Ludovico, vuelve a sus fechorías hasta encontrarse con su viejo drugo Pete y su esposa, el único de sus amigos de quien no habíamos tenido más noticias después del encarcelamiento de Alex. Al verlo, comprende que ya es hora de madurar y se ve lo verdaderamente importante del libro para Burgess: el concepto de evolución positiva, por fin la elección moral del bien. Burgess aceptó que este capítulo se suprimiera en la edición estadounidense del libro con tal de que el texto se publicara en el mercado de los Estados Unidos. Esta versión de 20 capítulos le sirvió a Kubrick para la adaptación fílmica. Burgess, que debatió largamente sobre su novela después de publicarla, tras ser expuesta la película de Stanley Kubrick siguió defendiendo la importancia del capítulo 21 como un punto omitido que le diera el sentido que él mismo sentía debía tener la historia. Las ediciones aparecidas posteriormente sí incluyen este capítulo; véase, por ejemplo, la edición citada en esta referencia.

## Inspiración del argumento
El libro se inspira en sucesos acontecidos en 1944 a la esposa del propio Burgess, cuando fue víctima de violación grupal por parte de cuatro soldados estadounidenses en las calles londinenses, estando embarazada de cuatro meses. Burgess defendió a pesar de todo su deseo de que todo criminal pueda redimirse; de ahí el final que eligió para su novela.

## La película
La película de Stanley Kubrick se caracteriza por extremas y perspectivas audacias de experimentación formal: acelera o ralentiza el tiempo narrativo, utiliza la composición en friso durante la escena en que la pandilla actúa como conductores suicidas, utiliza a veces la cámara manual, recurre al collage con fragmentos de películas antiguas, en algunas ocasiones anticipando la técnica del videoclip, engendra el género de las películas ultraviolentas, que tanto juego daría posteriormente, y utiliza la innovadora música electrónica en el recién creado sintetizador Moog del compositor Walter Carlos, luego Wendy Carlos tras su cambio de sexo. La estética de la película, asimismo, es rompedora en el lenguaje y en el ímpetu desmitificador y cínico que trasluce. El mensaje moral que deja es que es mejor ser malo por voluntad, a ser bueno por obligación (tal como lo dice el párroco). También se halla un mensaje de índole moral y social al comienzo de la película cuando Alex y sus "drugos" encuentran al viejo borracho y este se enfrenta a ellos.
El guion, sin embargo, se inspira en la edición estadounidense de la novela que carecía del último capítulo en el que el protagonista se reforma. La película ha causado gran impacto desde su estreno, sobre todo porque cuenta con escenas de violencia explícita, y particularmente cruel en algunas escenas. Como se explica en el documental Stanley Kubrick: una vida en imágenes, de Warner Bros., publicado en 2001, en su estreno tuvo tanta repercusión que, en Inglaterra, se sucedieron una serie de crímenes perpetrados por jóvenes que supuestamente se veían inspirados por la película. Stanley Kubrick se encontró bajo una gran presión, ya que algunos medios le apuntaban a él como culpable de lo sucedido. Kubrick se vio seriamente afectado, no solo porque residiera en Inglaterra, sino por saber que no todos habían interpretado correctamente los mensajes que subyacen tras la violencia que muestra en su obra. Ante esta situación, Kubrick forzó a Warner Bros. a que retirara por completo la distribución de la película de Gran Bretaña, tras 61 semanas en cartelera. Esto muestra la gran libertad de la que gozaba el director (al ser capaz de imponer una decisión personal a unos grandes estudios), así como su gran determinación. A Clockwork Orange no volvió a mostrarse en cines en Gran Bretaña hasta después de la muerte de Stanley Kubrick, en 1999.

## La técnica de Ludovico
La técnica de Ludovico (como es presentada en la versión cinematográfica) es un tratamiento basado en el condicionamiento clásico. Consiste en parear (comparar) un estímulo incondicionado (una droga que produce vómitos) con un estímulo condicionado (imágenes sexuales y de ultraviolencia) con el propósito de que a través de la repetición de dicho pareo (presentación simultánea de la droga con las imágenes) el individuo termine respondiendo a las imágenes de la misma forma en la que responde a la droga (con malestar físico). Finalmente, la presentación del estímulo condicionado, las imágenes, y la música asociada a ellas, provoca la respuesta condicionada de malestar físico. Alex consigue curarse del tratamiento por un proceso llamado "inundación" (flooding): al presentarse la música clásica consistentemente sin la droga, la respuesta de malestar físico se extingue.

## La mala interpretación
Según el autor original del libro, Anthony Burgess, se malinterpretó el mensaje de la obra. El escritor explicó: "El malentendido me perseguirá hasta que me muera. No debería haber escrito el libro a causa de este peligro de la mala interpretación".